# Dia:Beacon
Dia:Beacon, Riggio Galleries est un musée d'art contemporain américain situé à Beacon dans l'État de New York.

## Histoire
Créé par la Dia Art Foundation en collaboration avec l'artiste Robert Irwin, le musée a ouvert ses portes en 2003. Il est installé dans une ancienne usine d'impression construite en 1929 sur les rives de l'Hudson, à une centaine de kilomètres au nord de la ville de New York. Il présente une collection permanente et des expositions temporaires sur une surface de 22 000 m².

## Collection
La collection permanente est pour l'essentiel constituée d'œuvres minimalistes et conceptuelles des années 1960 aux années 1990. Elles sont exposées dans des salles dédiées chacune à un artiste et adaptées aux œuvres présentées. C'est notamment le cas de la série Shadows d'Andy Warhol, de la série "monuments" for V. Tatlin de Dan Flavin, des sculptures monumentales Torqued Ellipses de Richard Serra ou de North, East, South, West de Michael Heizer. La collection du musée comprend également des œuvres de Joseph Beuys, Louise Bourgeois, John Chamberlain, Hanne Darboven, Walter De Maria, Donald Judd, On Kawara, Imi Knoebel, Louise Lawler, Sol LeWitt, Agnes Martin, Bruce Nauman, Max Neuhaus, Blinky Palermo, Gerhard Richter, Robert Ryman, Fred Sandback (en), Robert Smithson, Cy Twombly, Lawrence Weiner.